# 樂溫公主
乐温公主（?—?），唐朝公主，是中国唐朝第十五代皇帝唐武宗李炎的第六女。她的生母不详，史书仅仅记载了唐武宗会昌五年（845年）八月，她获封号乐温公主，和长宁公主一起获封。没有关于乐温公主是否婚嫁的记载。